# Список рейсів Estonian Air

Estonian Air

Це список рейсів, що обслуговувала компанія Estonian Air. З 8 листопада 2015 року компанію закрито. 

## Список
Австрія
- Відень — Міжнародний аеропорт Відня  сезонний

 Бельгія
- Брюссель — Брюссель

 Хорватія
- Спліт — Спліт  сезонний

 Данія
- Копенгаген — Копенгаген

 Естонія
- Таллінн — Таллінн  'хаб'

 Франція
- Париж — Шарль де Голль  сезонний
- Ніцца — Ніцца  сезонний

 Німеччина
- Мюнхен — Мюнхен  сезонний
- Берлін — Берлін Тегель  сезонний

 Італія
- Мілан — Мальпенса  сезонні [1]

 Литва
- Вільнюс — Міжнародний аеропорт Вільнюс

 Нідерланди
- Амстердам — Амстердам

 Норвегія
- Осло — Осло
- Тронгейм — Тронгейм

 Росія
- Санкт-Петербург — Пулково

 Швеція
- Стокгольм — Стокгольм-Арланда
- Стокгольм — Стокгольм Бромма
- Еребру — Еребру[2]

 Туреччина
- Анталія — Анталія  сезонний

 Україна
- Київ — Бориспіль

## Скасовані напрямки
- Білорусь — Національний аеропорт Мінськ
- Хорватія — Аеропорт Дубровника
- Естонія — Кярдла (аеропорт), Курессааре (аеропорт), Тарту (аеропорт)
- Фінляндія — Гельсінкі, Йоенсуу (аеропорт), Ювяскюля (аеропорт), Каяні (аеропорт), Тампере-Пірккала (аеропорт)
- Грузія — Тбілісі (аеропорт)
- Німеччина — Франкфурт (аеропорт), Гамбург (аеропорт), Ганновер (аеропорт)
- Греція — Афіни (аеропорт)
- Ірландія — Дублін (аеропорт)
- Італія — Бергамо (аеропорт), Рим Ф'юмічіно, Венеція (аеропорт)
- Латвія — Рига (аеропорт)
- Іспанія — Барселона-Ель Прат
- Швеція — Гетеборг-Ландветтер (аеропорт)
- Україна — Міжнародний аеропорт Сімферополь
- Велика Британія — Гатвік, Манчестер (аеропорт)